# Liste des centres de gravité des départements métropolitains français
Cet article donne la liste des centres de gravité, (sur l'ellipsoïde) des départements métropolitains français,.

## Liste
| Nº | Département             | Chef-lieu            | Coordonnées du centre de gravité | Commune centrale                 | Distance au chef-lieu (en Km) |
| -- | ----------------------- | -------------------- | -------------------------------- | -------------------------------- | ----------------------------- |
| 01 | Ain                     | Bourg-en-Bresse      | 46° 05′ 58″ N, 5° 20′ 56″ E      | Saint-Martin-du-Mont             | 14,977                        |
| 02 | Aisne                   | Laon                 | 49° 33′ 34″ N, 3° 33′ 30″ E      | Clacy-et-Thierret                | 4,790                         |
| 03 | Allier                  | Moulins              | 46° 23′ 37″ N, 3° 11′ 18″ E      | Treban                           | 22,066                        |
| 04 | Alpes-de-Haute-Provence | Digne-les-Bains      | 44° 06′ 22″ N, 6° 14′ 38″ E      | Digne-les-Bains                  | 1,541                         |
| 05 | Hautes-Alpes            | Gap                  | 44° 39′ 49″ N, 6° 15′ 47″ E      | Saint-Jean-Saint-Nicolas         | 18,623                        |
| 06 | Alpes-Maritimes         | Nice                 | 43° 56′ 15″ N, 7° 06′ 59″ E      | Massoins                         | 29,588                        |
| 07 | Ardèche                 | Privas               | 44° 45′ 06″ N, 4° 25′ 29″ E      | Saint-Joseph-des-Bancs           | 13,944                        |
| 08 | Ardennes                | Charleville-Mézières | 49° 36′ 56″ N, 4° 38′ 27″ E      | Mazerny                          | 18,199                        |
| 09 | Ariège                  | Foix                 | 42° 55′ 15″ N, 1° 30′ 14″ E      | Brassac                          | 9,850                         |
| 10 | Aube                    | Troyes               | 48° 18′ 16″ N, 4° 09′ 42″ E      | Villechétif                      | 6,513                         |
| 11 | Aude                    | Carcassonne          | 43° 06′ 12″ N, 2° 24′ 51″ E      | Ladern-sur-Lauquet               | 13,193                        |
| 12 | Aveyron                 | Rodez                | 44° 16′ 49″ N, 2° 40′ 47″ E      | Pont-de-Salars                   | 11,414                        |
| 13 | Bouches-du-Rhône        | Marseille            | 43° 32′ 36″ N, 5° 05′ 11″ E      | Saint-Chamas                     | 35,732                        |
| 14 | Calvados                | Caen                 | 49° 05′ 59″ N, 0° 21′ 49″ O      | May-sur-Orne                     | 9,181                         |
| 15 | Cantal                  | Aurillac             | 45° 03′ 04″ N, 2° 40′ 07″ E      | Thiézac                          | 22,673                        |
| 16 | Charente                | Angoulême            | 45° 43′ 05″ N, 0° 12′ 06″ E      | Champniers                       | 8,313                         |
| 17 | Charente-Maritime       | La Rochelle          | 45° 46′ 51″ N, 0° 40′ 28″ O      | Saint-Georges-des-Coteaux        | 55,889                        |
| 18 | Cher                    | Bourges              | 47° 03′ 53″ N, 2° 29′ 28″ E      | Osmoy                            | 7,523                         |
| 19 | Corrèze                 | Tulle                | 45° 21′ 25″ N, 1° 52′ 37″ E      | Corrèze                          | 13,234                        |
| 2A | Corse-du-Sud            | Ajaccio              | 41° 51′ 49″ N, 8° 59′ 17″ E      | Santa-Maria-Siché                | 21,919                        |
| 2B | Haute-Corse             | Bastia               | 42° 23′ 39″ N, 9° 12′ 23″ E      | Lano                             | 39,492                        |
| 21 | Côte-d'Or               | Dijon                | 47° 25′ 29″ N, 4° 46′ 20″ E      | Saint-Martin-du-Mont             | 23,267                        |
| 22 | Côtes-d'Armor           | Saint-Brieuc         | 48° 26′ 28″ N, 2° 51′ 51″ O      | Plaine-Haute                     | 10,860                        |
| 23 | Creuse                  | Guéret               | 46° 05′ 25″ N, 2° 01′ 08″ E      | Ahun                             | 14,633                        |
| 24 | Dordogne                | Périgueux            | 45° 06′ 15″ N, 0° 44′ 29″ E      | Notre-Dame-de-Sanilhac           | 9,082                         |
| 25 | Doubs                   | Besançon             | 47° 09′ 55″ N, 6° 21′ 42″ E      | Chevigney-lès-Vercel             | 27,062                        |
| 26 | Drôme                   | Valence              | 44° 41′ 03″ N, 5° 10′ 05″ E      | Saint-Sauveur-en-Diois           | 35,230                        |
| 27 | Eure                    | Évreux               | 49° 06′ 49″ N, 0° 59′ 46″ E      | Quittebeuf                       | 12,686                        |
| 28 | Eure-et-Loir            | Chartres             | 48° 23′ 15″ N, 1° 22′ 13″ E      | Nogent-sur-Eure                  | 11,321                        |
| 29 | Finistère               | Quimper              | 48° 15′ 40″ N, 4° 03′ 32″ O      | Lopérec                          | 29,514                        |
| 30 | Gard                    | Nîmes                | 43° 59′ 36″ N, 4° 10′ 49″ E      | Boucoiran-et-Nozières            | 22,530                        |
| 31 | Haute-Garonne           | Toulouse             | 43° 21′ 31″ N, 1° 10′ 22″ E      | Longages                         | 34,983                        |
| 32 | Gers                    | Auch                 | 43° 41′ 34″ N, 0° 27′ 12″ E      | Ordan-Larroque                   | 11,811                        |
| 33 | Gironde                 | Bordeaux             | 44° 49′ 31″ N, 0° 34′ 31″ O      | Bordeaux                         | 1,427                         |
| 34 | Hérault                 | Montpellier          | 43° 34′ 47″ N, 3° 22′ 02″ E      | Cabrières                        | 41,195                        |
| 35 | Ille-et-Vilaine         | Rennes               | 48° 09′ 16″ N, 1° 38′ 19″ O      | Betton                           | 5,352                         |
| 36 | Indre                   | Châteauroux          | 46° 46′ 40″ N, 1° 34′ 33″ E      | Niherne / Saint-Maur             | 9,484                         |
| 37 | Indre-et-Loire          | Tours                | 47° 15′ 29″ N, 0° 41′ 29″ E      | Sorigny                          | 35,253                        |
| 38 | Isère                   | Grenoble             | 45° 15′ 48″ N, 5° 34′ 34″ E      | Veurey-Voroize                   | 14,485                        |
| 39 | Jura                    | Lons-le-Saunier      | 46° 43′ 42″ N, 5° 41′ 52″ E      | La Marre                         | 12,411                        |
| 40 | Landes                  | Mont-de-Marsan       | 43° 57′ 56″ N, 0° 47′ 02″ O      | Villenave                        | 24,208                        |
| 41 | Loir-et-Cher            | Blois                | 47° 37′ 00″ N, 1° 25′ 46″ E      | Saint-Claude-de-Diray            | 8,006                         |
| 42 | Loire                   | Saint-Étienne        | 45° 43′ 37″ N, 4° 09′ 57″ E      | Poncins                          | 36,966                        |
| 43 | Haute-Loire             | Le Puy-en-Velay      | 45° 07′ 41″ N, 3° 48′ 23″ E      | Saint-Paulien                    | 11,213                        |
| 44 | Loire-Atlantique        | Nantes               | 47° 21′ 41″ N, 1° 40′ 56″ O      | Notre-Dame-des-Landes            | 18,676                        |
| 45 | Loiret                  | Orléans              | 47° 54′ 43″ N, 2° 20′ 39″ E      | Saint-Martin-d'Abbat             | 32,437                        |
| 46 | Lot                     | Cahors               | 44° 37′ 27″ N, 1° 36′ 17″ E      | Soulomès                         | 23,432                        |
| 47 | Lot-et-Garonne          | Agen                 | 44° 22′ 03″ N, 0° 27′ 37″ E      | Granges-sur-Lot                  | 22,128                        |
| 48 | Lozère                  | Mende                | 44° 31′ 02″ N, 3° 30′ 01″ E      | Mende                            | 0,262                         |
| 49 | Maine-et-Loire          | Angers               | 47° 23′ 27″ N, 0° 33′ 51″ O      | Mûrs-Erigné                      | 9,228                         |
| 50 | Manche                  | Saint-Lô             | 49° 04′ 46″ N, 1° 19′ 39″ O      | Camprond                         | 17,593                        |
| 51 | Marne                   | Châlons-en-Champagne | 48° 56′ 57″ N, 4° 14′ 19″ E      | Saint-Pierre                     | 9,268                         |
| 52 | Haute-Marne             | Chaumont             | 48° 06′ 34″ N, 5° 13′ 35″ E      | Chamarandes-Choignes             | 6,496                         |
| 53 | Mayenne                 | Laval                | 48° 08′ 48″ N, 0° 39′ 29″ O      | La Chapelle-Anthenaise           | 11,678                        |
| 54 | Meurthe-et-Moselle      | Nancy                | 48° 47′ 13″ N, 6° 09′ 54″ E      | Malleloy                         | 10,471                        |
| 55 | Meuse                   | Bar-le-Duc           | 48° 59′ 22″ N, 5° 22′ 54″ E      | Récourt-le-Creux                 | 29,081                        |
| 56 | Morbihan                | Vannes               | 47° 50′ 47″ N, 2° 48′ 36″ O      | Moustoir-Ac                      | 21,496                        |
| 57 | Moselle                 | Metz                 | 49° 02′ 14″ N, 6° 39′ 48″ E      | Guessling-Hémering               | 36,524                        |
| 58 | Nièvre                  | Nevers               | 47° 06′ 55″ N, 3° 30′ 17″ E      | Saint-Saulge                     | 29,320                        |
| 59 | Nord                    | Lille                | 50° 26′ 50″ N, 3° 13′ 14″ E      | Coutiches                        | 23,852                        |
| 60 | Oise                    | Beauvais             | 49° 24′ 37″ N, 2° 25′ 31″ E      | Fitz-James                       | 23,955                        |
| 61 | Orne                    | Alençon              | 48° 37′ 25″ N, 0° 07′ 44″ E      | Belfonds                         | 21,714                        |
| 62 | Pas-de-Calais           | Arras                | 50° 29′ 37″ N, 2° 17′ 19″ E      | Fontaine-lès-Boulans             | 41,581                        |
| 63 | Puy-de-Dôme             | Clermont-Ferrand     | 45° 43′ 33″ N, 3° 08′ 27″ E      | Pérignat-lès-Sarliève            | 7,815                         |
| 64 | Pyrénées-Atlantiques    | Pau                  | 43° 15′ 24″ N, 0° 45′ 41″ O      | Gurs                             | 32,163                        |
| 65 | Hautes-Pyrénées         | Tarbes               | 43° 03′ 11″ N, 0° 09′ 50″ E      | Gerde                            | 21,097                        |
| 66 | Pyrénées-Orientales     | Perpignan            | 42° 36′ 00″ N, 2° 31′ 20″ E      | Finestret                        | 32,418                        |
| 67 | Bas-Rhin                | Strasbourg           | 48° 40′ 15″ N, 7° 33′ 05″ E      | Schnersheim                      | 18,301                        |
| 68 | Haut-Rhin               | Colmar               | 47° 51′ 31″ N, 7° 16′ 27″ E      | Feldkirch                        | 25,513                        |
| 69 | Rhône                   | Lyon                 | 45° 52′ 13″ N, 4° 38′ 29″ E      | Châtillon                        | 19,819                        |
| 70 | Haute-Saône             | Vesoul               | 47° 38′ 28″ N, 6° 05′ 10″ E      | Montigny-lès-Vesoul              | 5,593                         |
| 71 | Saône-et-Loire          | Mâcon                | 46° 38′ 41″ N, 4° 32′ 32″ E      | Collonge-en-Charollais           | 43,647                        |
| 72 | Sarthe                  | Le Mans              | 47° 59′ 40″ N, 0° 13′ 20″ E      | Le Mans                          | 2,168                         |
| 73 | Savoie                  | Chambéry             | 45° 28′ 39″ N, 6° 26′ 37″ E      | Les Avanchers-Valmorel           | 42,666                        |
| 74 | Haute-Savoie            | Annecy               | 46° 02′ 04″ N, 6° 25′ 41″ E      | Brizon                           | 26,302                        |
| 75 | Paris                   | Paris                | 48° 51′ 24″ N, 2° 20′ 32″ E      | Paris                            | 0,711                         |
| 76 | Seine-Maritime          | Rouen                | 49° 39′ 18″ N, 1° 01′ 35″ E      | Varneville-Bretteville           | 24,110                        |
| 77 | Seine-et-Marne          | Melun                | 48° 37′ 36″ N, 2° 56′ 00″ E      | Quiers                           | 22,253                        |
| 78 | Yvelines                | Versailles           | 48° 48′ 54″ N, 1° 50′ 30″ E      | Vicq                             | 21,491                        |
| 79 | Deux-Sèvres             | Niort                | 46° 33′ 20″ N, 0° 19′ 02″ O      | Mazières-en-Gâtine               | 27,784                        |
| 80 | Somme                   | Amiens               | 49° 57′ 29″ N, 2° 16′ 40″ E      | Bertangles                       | 7,215                         |
| 81 | Tarn                    | Albi                 | 43° 47′ 07″ N, 2° 09′ 58″ E      | Réalmont                         | 16,035                        |
| 82 | Tarn-et-Garonne         | Montauban            | 44° 05′ 09″ N, 1° 16′ 55″ E      | Villemade                        | 9,567                         |
| 83 | Var                     | Toulon               | 43° 27′ 38″ N, 6° 13′ 05″ E      | Carcès                           | 44,226                        |
| 84 | Vaucluse                | Avignon              | 43° 59′ 38″ N, 5° 11′ 10″ E      | Venasque                         | 29,920                        |
| 85 | Vendée                  | La Roche-sur-Yon     | 46° 40′ 29″ N, 1° 17′ 52″ O      | La Chaize-le-Vicomte             | 9,231                         |
| 86 | Vienne                  | Poitiers             | 46° 33′ 50″ N, 0° 27′ 37″ E      | Saint-Julien-l'Ars               | 9,694                         |
| 87 | Haute-Vienne            | Limoges              | 45° 53′ 30″ N, 1° 14′ 07″ E      | Couzeix                          | 4,768                         |
| 88 | Vosges                  | Épinal               | 48° 11′ 48″ N, 6° 22′ 50″ E      | Uxegney                          | 5,781                         |
| 89 | Yonne                   | Auxerre              | 47° 50′ 23″ N, 3° 33′ 52″ E      | Monéteau                         | 4,573                         |
| 90 | Territoire de Belfort   | Belfort              | 47° 37′ 54″ N, 6° 55′ 43″ E      | Chèvremont                       | 4,980                         |
| 91 | Essonne                 | Évry                 | 48° 31′ 20″ N, 2° 14′ 35″ E      | Lardy                            | 17,759                        |
| 92 | Hauts-de-Seine          | Nanterre             | 48° 50′ 50″ N, 2° 14′ 45″ E      | Boulogne-Billancourt / Paris 16e | 6,762                         |
| 93 | Seine-Saint-Denis       | Bobigny              | 48° 55′ 03″ N, 2° 28′ 41″ E      | Bondy                            | 2,904                         |
| 94 | Val-de-Marne            | Créteil              | 48° 46′ 39″ N, 2° 28′ 08″ E      | Créteil                          | 1,577                         |
| 95 | Val-d'Oise              | Pontoise             | 49° 04′ 58″ N, 2° 07′ 52″ E      | Auvers-sur-Oise                  | 4,067                         |

## Centres de gravité remarquables
- Six centres de gravité se situent dans les chefs-lieux de leur département : Mende, Paris, Bordeaux, Digne-les-Bains, Créteil et Le Mans.
- Six chefs-lieux de département se situent à plus du 40 km de centre de gravité de leur département : La Rochelle (à 55,889 km), Toulon (à 44,226 km), Mâcon (à 43,647 km), Chambéry (à 42,666 km), Arras (à 41,581 km) et Montpellier (à 41,195 km).
- Un centre de gravité se situe en dehors de son département : le centre de gravité du département des Hauts-de-Seine se situe dans le 16e arrondissement de Paris.